# George Brettingham Sowerby I
George Brettingham Sowerby I (* 12. August 1788 in Lambeth; † 26. Juli 1854 in Hornsey (London)) war ein britischer Malakologe, Illustrator und Verleger.

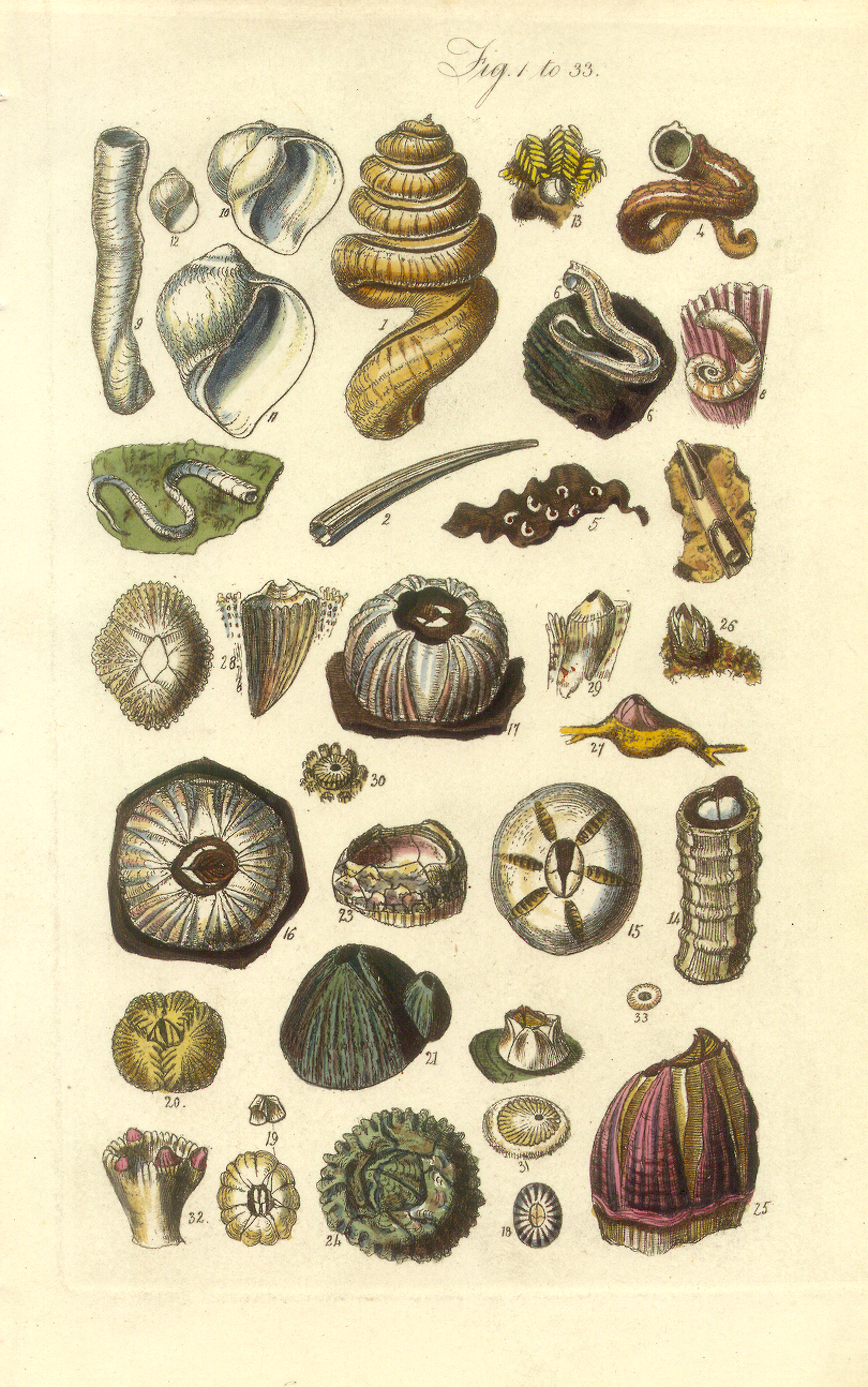
Bildtafel aus Sowerby A conchylogical manual

## Leben Und Wirken
Sowerby wurde privat erzogen und setzte die Arbeit seines Vaters James Sowerby an illustrierten Büchern zur Naturgeschichte und speziell über Weichtiere fort, zunächst am Abschluss von dessen Mineral Conchology of Great Britain (mit seinem älteren Bruder James de Carle Sowerby), dann begann er den Thesaurus Conchylorum, der von seinem Sohn George Brettingham Sowerby II und seinem Enkel George Brettingham Sowerby III fortgesetzt wurde. Als Verleger und Buchhändler hatte er seinen Sitz in London.
Er veröffentlichte auch Aufsätze in Malakologie und trug Beschreibungen fossiler Mollusken zum Reisebericht nach Südamerika von Charles Darwin bei.
Sowerby war seit 1811 mit Elizabeth Meredith verheiratet und hatte zwei Söhne, George Brettingham Sowerby II und Henry Sowerby (1825–1891). Sein Sohn Henry war ebenfalls Illustrator naturwissenschaftlicher Bücher, der 1854 nach Australien auswanderte. Er war zuvor Assistant Curator und Bibliothekar der Linnean Society und verfasste 1850 eine Popular Mineralogy.
Mit T. Bell, J. G. Children und seinem Bruder James De Carle Sowerby gab er das The Zoological Journal heraus (2 Bände, 1825/26) und er versuchte sich in der Gründung des The Malacological and Conchological Magazine, von dem aber nur ein Jahrgang (1838) erschien.

## Ehrungen
1811 wurde er Fellow der Linnean Society.

## Schriften (Auswahl)
- A Conchological Manual. 1839, Project Gutenberg
- The Genera of recent and fossil Shells. ab 1820 (mit James De Carle Sowerby)
- Thesaurus Conchyliorum. mehrere Bände, ab 1842 (mit seinem Sohn George)
- Illustrated Index of British Shells. 1859, Project Gutenberg

1825 veröffentlichte er einen von ihm erstellten Katalog der Muscheln und Schnecken in der Sammlung des Earl of Tankerville. Ein Manuskript seines Katalogs der malakologischen Sammlung der East India Company ist im British Museum.